# 恒松恭助
恒松 恭助（つねまつ きょうすけ、1910年12月22日 - 2001年4月13日）は、日本の作家、放送作家。
千葉県生まれ。1936年早稲田大学英文科卒。大学時代より同人誌『人間』に所属、戦後は早大系の『文学者』の編集委員。1956年から1964年までNHKで放送された人形劇『チロリン村とくるみの木』の原作者であり作者で、最終回までの全812回分、および1966年にフジテレビで放送された続編『おーい!チロリン村だよ』の全30回分を単独で執筆。作家としては私小説を書いた。

## 著書
- 『チロリン村とクルミの木 : NHKテレビ放送. 第1集』鈴木出版、1957年10月30日。NDLJP:1625245
- 『チロリン村とクルミの木 : NHKテレビ放送. 第2集』鈴木出版、1958年2月10日。NDLJP:1625244
- 『チロリン村とクルミの木 : NHKテレビ放送. 第3集』鈴木出版、1958年6月10日。NDLJP:1625243
- 『チロリン村とクルミの木 : NHKテレビ放送. 第4集』鈴木出版、1959年2月10日。NDLJP:1625242
- 『風化の季節』潮流社、1966年9月10日。NDLJP:1672942

## 参考
- 日本近代文学大事典
- 文藝年鑑2007